# Пинк 15
Пинк 15 био је кабловски канал компаније Пинк међународна компанија, који је свој програм емитовао у Северној Македонији.
Телевизија је почела емитовање 22. октобра 2010. године, а је угашена 11. маја 2012.